# Myriaspora
Myriaspora es un género monotípico de plantas fanerógamas pertenecientes a la familia Melastomataceae. Su única especie: Myriaspora egensis, es originaria de Sudamérica.

## Taxonomía
Myriaspora egensis fue descrita por Mart. ex DC.  y publicado en Prodromus Systematis Naturalis Regni Vegetabilis 3: 165. 1828.
Sinonimia
- Myriaspora decipiens Naudin
- Myriaspora surinamensis Steud.